# Pachycopsis
Pachycopsis är ett släkte av fjärilar. Pachycopsis ingår i familjen mätare.
Kladogram enligt Catalogue of Life:
| Pachycopsis | \| \| Pachycopsis aurata \| \| \| \| \| \| Pachycopsis caducata \| \| \| \| \| \| Pachycopsis lunifera \| \| \| \| \| \| Pachycopsis malina \| \| \| \| \| \| Pachycopsis tabogana \| \| \| \| \| \| Pachycopsis tridentata \| \| \| \| |
|             | \| \| Pachycopsis aurata \| \| \| \| \| \| Pachycopsis caducata \| \| \| \| \| \| Pachycopsis lunifera \| \| \| \| \| \| Pachycopsis malina \| \| \| \| \| \| Pachycopsis tabogana \| \| \| \| \| \| Pachycopsis tridentata \| \| \| \| |
|             | Pachycopsis aurata |
|             | |
|             | Pachycopsis caducata |
|             | |
|             | Pachycopsis lunifera |
|             | |
|             | Pachycopsis malina |
|             | |
|             | Pachycopsis tabogana |
|             | |
|             | Pachycopsis tridentata |
|             | |